# رايموند تام
رايموند تام (بالصينية: 譚志源) هو قاضي صلح ‏ وسياسي صيني، ولد في 29 مايو 1964 في هونغ كونغ البريطانية في المملكة المتحدة. انتخب عضو مجلس الشعب الصيني ‏ عن دائرة هونغ كونغ خلال فترته النيابية ‏ وانتخب Secretary for Constitutional and Mainland Affairs ‏ (30 سبتمبر 2011 – ).